# Предраг Вуковић Вукас
Предраг Вуковић Вукас (Јездина, 18. фебруар 1941 — Београд, 25. децембар 2006) био је српски композитор народних пјесама, текстописац и уредник народне музике ПГП РТС-а.

## Живот
Рођен је у Јездини код Чачка. Његов отац је свирао тамбурицу тако да је од малих ногу слушао староградске пјесме.
Док је радио као уредник народне музике ПГП РТС-а, направио је велики број снимака народне и изворне музике српског народа који се чувају у фонотеци Радио Београда. Неке од пјесама за које је написао текст и за које је компоновао музику су: На мраморној стени (1972), Дуњо моја, Ја нисам рођена да живим сама, Ти си жена мог живота, Растанка се нашег сјећам и друге. Неки од извођача за које је писао текстове су: Зоран Јовановић, Мирослав Радовановић, Ана Бекута, Лепа Брена, Раде Јоровић, Нада Топчагић, Добривоје Топаловић, Мирослав Илић, Аземина Грбић, Александар Аца Илић, Гордана Лазаревић, Милан Бабић, Слободанка Стојиљковић и други. На његов предлог Нада Полић је 1985. промијенила име у Ана Бекута због тога што је тада на сцени било више Нада које су бавиле народном музиком.

## Пјесме
- Ако умрем, Лепа Лукић
- Америка, Америка, Мирослав Илић
- Бато, бато, Лепа Брена и Слатки грех
- Дуњо моја, Радиша Урошевић
- Ђула, Далиборка Стојшић
- Заклањаш ми сунце, Сенада Нада Топчагић
- Залазак сунца у октобру, Зоран Јовановић
- здраво, здраво имењаче мали, Бора Спужић Квака
- Исплачи се на грудима мојим, Александар Аца Илић
- Ја сам рођен у Србији брале, Добривоје Топаловић
- Ја нисам рођена да живим сама, Ана Бекута
- Кажи сину да и ја постојим, Бора Спужић Квака
- Кад си са мном не мисли на време, Мирослав Илић
- Кад бих мог'о да се подмладим, Недељко Билкић
- Кућа је без тебе празна, Недељко Билкић
- Лепотица и сиротан, Раде Јоровић
- Љубим слику једне жене, Радиша Урошевић
- На мраморној стени, Добривоје Топаловић (1972)
- На прозору рузмарин мирише, Вера Матовић
- Низ калдрму клепећу нануле, Аземина Грбић
- Не дај се генерацијо, Александар Аца Илић
- Није живот једна жена, Мирослав Илић
- Опасне ситнице, Гордана Гоца Лазаревић
- Плаче жица Г, Милан Бабић
- Пољуби ме да се помиримо, Добривоје Топаловић
- Пожури љубави у мој загрљај, Марија Трајковска
- Растанка се нашег сећам, Мирослав Илић
- Развио се рузмарин у трави, Зоран Јовановић
- Село моје лепше од Париза, Раде Јоровић
- Сећаш ли се срце шта је некад било, Томислав Чоловић
- Срели смо се у априлу, Мирослав Илић
- Ти си жена мог живота, Мирослав Радовановић / Раде Јоровић
- Ти ми требаш роде, Ана Бекута
- Zaklanjaš mi sunce, Сенада Нада Топчагић
- Умиру за мном, Екстра Нена
- Хиљаду суза, Мирослав Илић
- Хиљаду мандолина, Слободан Боба Стефановић
- Чекају те моје руке раширене, Вера Матовић